# 클라리언트
클라리언트 AG(Clariant AG)는 무텐즈에 본사를 둔 스위스의 화학공업회사다.

## 역사
- 1995년 - 산도즈의 화학부문을 분리하여 설립
- 1996년 - 회흐스트 주식회사로 부터 스페셜티케미칼사업을 인수
- 2022년 - 안료 사업 매각

## 같이 보기
- 산도즈